# エウヘニオ・ヘオルヘ
エウヘニオ・ヘオルヘ・ラフィタ（スペイン語: Eugenio George Lafita、1933年3月29日 - 2014年5月30日）は、キューバのバレーボール指導者。バレーボールキューバ女子代表監督としてオリンピック連覇などを成し遂げ、2000年、国際バレーボール連盟のバレーボール20世紀最優秀賞・女子ベストコーチ賞を受賞した。

## 略歴
キューバグァンタナモ州バラコーア出身。1947年、ハバナ・ルヤーノ地区の «Pepe Barrientos» 体育館でバレーボール競技をはじめ、キューバ代表選手としてパンアメリカン競技大会（1955年メキシコシティ、1959年シカゴ）、中央アメリカ・カリブ海競技大会（1962年、ジャマイカ・キングストン）、および1956年バレーボール世界選手権（パリ）に出場した。
1963年、キューバ男子ジュニアチームの監督となりチームの基礎を作り、シニアとなった同チームは1966年プエルトリコのサンフアンで開催された中央アメリカ・カリブ海競技大会で金メダルを獲得した。
1968年にバレーボールキューバ女子代表チームの監督に就任し、以後28年間に渡って監督をつとめ続けた。
ヘオルヘの率いるキューバ女子代表は世界最高の女子チームへと成長し「カリブの鳥人軍団」と呼ばれて90年代のバレーボール界を席巻。1992年、1996年、2000年のオリンピック3連覇、世界選手権を2度制覇（1978年、1994年）、ワールドカップ3大会連覇（1989年、1991年、1995年）ワールドグランプリ2回（1993年、2000年）、バレーボール・ワールドグランドチャンピオンズカップ（1993年）の他、北中米選手権を10度、パンアメリカン競技大会バレーボール競技を7連覇、中央アメリカ・カリブ海競技大会で6連覇といった成績を残した。
1996年のアトランタオリンピックで金メダルを獲得した後女子代表の監督を退き、1997年から1999年まではアントニオ・ペルドモが女子代表監督をつとめた。2000年ヘオルヘはバレーボールキューバ男子代表のコーチとなり、女子チームはルイス・フェリペ・カルデロン（Luis Felipe Calderón）が監督となったが、ヘオルヘは女子チームのアシスタントコーチも兼任し、以後数年に渡りチームの指揮にあたった。
1996年からはキューババレーボール連盟の会長および国内オリンピック委員会の委員を務める。2006年日本で開催された2006年世界選手権で一時監督に復帰するがその4か月後に辞任し、以降は連盟の仕事に専念した。
1979年、キューバの労働英雄を受賞。2002年には、国際バレーボール連盟のバレーボール20世紀最優秀賞・女子ベストコーチ賞を受賞した。2005年、バレーボール殿堂入りの栄誉に浴した。